# Mathieu Valbuena
Mathieu Valbuena (wym. [matjø valbwena]; ur. 28 września 1984 w Bruges) – francuski piłkarz występujący na pozycji napastnika w cypryjskim klubie Apollon Limassol. W latach 2010–2015 wielokrotny reprezentant Francji. Uczestnik mistrzostw świata w 2010 oraz 2014 roku. Większość swojej kariery spędził we francuskim klubie Olympique Maryslia.
W swojej karierze występował również m.in. w takich klubach jak: Olympique Lyon, Olympiakos SFP, Fenerbahçe SK czy Dynamo Moskwa.

## Kariera klubowa
Do Marsylii trafił z FC Libourne-Saint-Seurin w 2006 roku. 3 października 2007 Valbuena zdobył bramkę w Lidze Mistrzów dającą jednobramkowe zwycięstwo na Anfield Road z Liverpoolem.
Valbuena na poważnie piłką postanowił zająć się w 2004 roku w barwach FC Libourne-Saint-Seurin. Wcześniej grał w amatorskich zespołach i to właśnie tam został zauważony. 9 czerwca 2006 roku podpisał 3-letni kontrakt z Olympique Marsylia, ale w sezonie tym zdołał rozegrać zaledwie 15 meczów, ponieważ wyeliminowała go kontuzja kostki.
19 maja 2007 strzelił bardzo ważną bramkę przeciwko AS Saint-Étienne i dzięki temu drużyna prowadzona przez Alberta Emona dostała przepustkę do Ligi Mistrzów.
W sierpniu 2014 podpisał trzyletni kontrakt z Dynamem Moskwa.
11 sierpnia 2015 roku przeszedł do Olympique Lyon za 5 mln euro.
29 czerwca 2017 został zawodnikiem tureckiego Fenerbahçe SK. 
27 maja 2019 podpisał roczny kontrakt z greckim klubem Olympiakos SFP.
23 lipca 2023 roku przeszedł do cypryjskiego Apollon Limassol.
| Sezon   | Klub                     | Kraj    | Rozgrywki          | Mecze | Bramki | Europejskie puchary       | Mecze | Bramki |
| ------- | ------------------------ | ------- | ------------------ | ----- | ------ | ------------------------- | ----- | ------ |
| 2004/05 | FC Libourne-Saint-Seurin | Francja | Ligue 2            | 24    | 1      | –                         | –     | –      |
| 2005/06 | FC Libourne-Saint-Seurin | Francja | Ligue 2            | 31    | 9      | –                         | –     | –      |
| 2006/07 | Olympique Marsylia       | Francja | Ligue 1            | 15    | 1      | Puchar UEFA               | 1     | 0      |
| 2007/08 | Olympique Marsylia       | Francja | Ligue 1            | 29    | 3      | Liga Mistrzów Puchar UEFA | 6 4   | 1 0    |
| 2008/09 | Olympique Marsylia       | Francja | Ligue 1            | 31    | 3      | Liga Mistrzów Puchar UEFA | 6 5   | 0      |
| 2009/10 | Olympique Marsylia       | Francja | Ligue 1            | 31    | 5      | Liga Mistrzów Liga Europy | 3     | 0      |
| 2010/11 | Olympique Marsylia       | Francja | Ligue 1            | 32    | 4      | Liga Mistrzów             | 7     | 1      |
| 2011/12 | Olympique Marsylia       | Francja | Ligue 1            | 33    | 5      | Liga Mistrzów             | 9     | 1      |
| 2012/13 | Olympique Marsylia       | Francja | Ligue 1            | 37    | 3      | Liga Europy               | 8     | 1      |
| 2013/14 | Olympique Marsylia       | Francja | Ligue 1            | 34    | 3      | Liga Mistrzów             | 5     | 0      |
| 2014/15 | Dinamo Moskwa            | Rosja   | Priemjer-Liga      | 25    | 4      | Liga Europy               | 11    | 0      |
| 2015/16 | Dinamo Moskwa            | Rosja   | Priemjer-Liga      | 4     | 2      | –                         | –     | –      |
| 2015/16 | Olympique Lyon           | Francja | Ligue 1            | 26    | 1      | Liga Mistrzów             | 5     | 0      |
| 2016/17 | Olympique Lyon           | Francja | Ligue 1            | 30    | 8      | Liga Mistrzów Liga Europy | 3 6   | 0 1    |
| 2017/18 | Fenerbahçe SK            | Turcja  | Süper Lig          | 29    | 7      | Liga Europy               | 0     | 0      |
| 2018/19 | Fenerbahçe SK            | Turcja  | Süper Lig          | 22    | 3      | Liga Mistrzów Liga Europy | 2 4   | 0 1    |
| 2019/20 | Olympiakos SFP           | Grecja  | Superleague Ellada | 13    | 6      | Liga Mistrzów             | 9     | 2      |

## Kariera reprezentacja
W maju 2010 roku Raymond Domenech powołał go do trzydziestoosobowej kadry na mundial w 2010 roku.
Wystąpił na Mistrzostwach świata w Brazylii w 2014 roku.

## Sukcesy

### Olympique Marsylia
- Mistrzostwo Francji: 2009/10
- Puchar Ligi Francuskiej: 2009/10, 2010/11, 2011/12
- Superpuchar Francji: 2010/2011, 2011/2012

### Olympiakos SFP
- Mistrzostwo Grecji: 2019/20, 2020/2021, 2021/2022
- Puchar Grecji: 2020